# Tweede Kamerverkiezingen 2006/Kandidatenlijst/Nederland Transparant
De kandidatenlijst voor de Tweede Kamerverkiezingen 2006 voor Nederland Transparant is op 2 oktober 2006 bekendgemaakt.
1. Gerrit de Wit* - 763 (/-Alexander Brom)
2. Alexander Brom* - 615 (/-Gerrit de Wit)
3. Jeroen Nieuwesteeg - 52
4. Anton van Putten - 72
5. Paul Schaap - 96
6. Harrie Timmerman - 111
7. Louis Bertholet - 55
8. Henk Laarman - 32
9. Petra Tenbült - 103
10. Jim van Batenburg - 43
11. Wim Steketee - 72
12. Pamela Hemelrijk - 304

*Duo-lijsttrekkerschap. Gerrit de Wit was lijsttrekker in de kieskringen 1, 2, 4, 5, 7, 11, 12, 15, 17 en 19 en Alexander Brom was lijsttrekker in de kieskringen 3, 6, 8, 9, 10, 13, 14, 16 en 18
CDA · PvdA · VVD · SP · Fortuyn · GroenLinks · D66 · ChristenUnie · SGP · Nederland Transparant · PvdD · EénNL · PVV · Lijst 14 · Partij voor Nederland · CDDP · LibDem · VSP · Ad Bos Collectief · GVIP · Lijst 21 · Tamara's Open Partij · Solide Multiculturele Partij · hetZeteltje